# 创业小子
《创业小子》（英語：The Startup Kids）是一部2012年发行的纪录片，它讲述了在美国旧金山和欧洲间的创业文化和年轻创业家的故事。 它采访了一些年轻的创业家，包括Vimeo、Dropbox、Kiip、Soundcloud的创始人以及其他人。他们谈了怎样创建他们的公司，作为一名企业家的生活经历等等。Techcrunch的科技博客家MG siegler和风投资本家Tim Draper等一些科技人士谈到创业环境等。
采访嘉宾有:
- Brian Wong（英语：Brian Wong）
- Alexander Ljung
- Jessica Mah
- Leah Culver
- Ben Way（英语：Ben Way）
- Zach Klein